# لشکر ۵ پیاده (کره جنوبی)
لشکر ۵ پیاده کره جنوبی (انگلیسی: 5th Infantry Division) لشکر پیاده‌نظام نیروی زمینی جمهوری کره است، که در سال ۱۹۴۸ تأسیس شد. ستاد فرماندهی و پادگان لشکر ۵ در شهر یونچئون، استان گیونگ‌گی قرار دارد.